# Palomar 2
Palomar 2 – gromada kulista znajdująca się w odległości około 88 700 lat świetlnych od Ziemi w kierunku konstelacji Woźnicy. Została odkryta w 1955 roku przez Alberta Wilsona. Palomar 2 znajduje się 114 100 lat świetlnych od jądra Drogi Mlecznej.